# Jacopo Bellini
Jacopo Bellini (1396-1470) var en italiensk renæssancemaler. Jacopo var en af grundlæggerne af renæssancemaleriet i Venedig og Norditalien. Hans sønner Gentile og Giovanni Bellini og hans svigersøn Andrea Mantegna var også berømte malere.

## Liv og arbejde
Jacopo Bellini blev født i Venedig og var elev af Gentile da Fabriano. I 1411-1412 var han i Foligno, hvor han med Gentile arbejdede med Palazzo Trinci-freskoerne. I 1423 var han i Firenze, hvor han studerede de nye værker af Brunelleschi, Donatello og Masaccio.
I 1424 var han tilbage i Venedig hvor han åbnede sig eget atelier, som han fortsatte til sin død.
Mange af hans største værker er i dag gået tabt, deriblandt det enorme Korsfæstelse (1436) fra katedralen i Verona. Fra omkring 1430 er Madonna og barnet (i Accademia Carrara), tilegnet Gentile da Fabriano. I Ferrara, hvor han tjente Leonello d'Este sammen med Leon Battista Alberti, udførte han i 1441 et siden tabt portræt af marquisen d'Este. I denne periode udførte han også Madonna dell'Umiltà, muligvis bestilt af en av Leonellos brødre.
Påvirkningen fra Masolino da Panicale hen imod et mere renæssanceinspireret kunstnerisk udtryk er tydelig i f.eks. Madonna med barn (1448) i Pinacoteca di Brera: For første gang er perspektiv tilstede, og figuren er mere monumental. Senere bidrog han med værker (i dag gået tabt) i de venetianske kirker San Giovanni Evangelista (1452) og Markuskirken (1466). Fra 1459 eksisterer Madonna med velsignet barn i Gallerie dell'Accademia.
Senere opholdte han sig i Padova, hvor han underviste den unge Andrea Mantegna i perspektiv og klassiske motiver, og hvor han i 1460 fuldførte et (i dag gået tabt) portræt af Erasmo Gattamelata. Fra denne sene perioden findes et ødelagt Krusifiks i museet i Verona og Bebudelse i Sant'Alessandro i Brescia.
Få af hans malerier findes i dag, men to skitsebøger er alligevel overleveret. Én af dem findes i British Museum og den anden i Louvre, og de viser en interesse for landskab og arkitektur og er hans vigtigste arv. Hans overlevne værker viser hvordan han brugte centralperspektivet, dekorative mønster og prægtige farver i lighed med den venetianske malerskole.